# Municipio de Kaneville
El municipio de Kaneville (en inglés: Kaneville Township) es un municipio ubicado en el condado de Kane en el estado estadounidense de Illinois. En el año 2010 tenía una población de 1264 habitantes y una densidad poblacional de 13,89 personas por km².

## Geografía
El municipio de Kaneville se encuentra ubicado en las coordenadas 41°51′00″N 88°32′58″O / 41.85000, -88.54944. Según la Oficina del Censo de los Estados Unidos, el municipio tiene una superficie total de 90.99 km², de la cual 90,93 km² corresponden a tierra firme y (0,07 %) 0,06 km² es agua.

## Demografía
Según el censo de 2010, había 1264 personas residiendo en el municipio de Kaneville. La densidad de población era de 13,89 hab./km². De los 1264 habitantes, el municipio de Kaneville estaba compuesto por el 95,17 % blancos, el 0,08 % eran afroamericanos, el 0,63 % eran amerindios, el 0,08 % eran asiáticos, el 2,22 % eran de otras razas y el 1,82 % eran de una mezcla de razas. Del total de la población el 5,14 % eran hispanos o latinos de cualquier raza.